# Chih Chin-long
Chih Chin-long (* 2. April 1963) ist ein taiwanischer Tischtennisspieler. Er nahm an den Olympischen Spielen 1988 sowie an vier Weltmeisterschaften teil.

## Werdegang
Chih Chin-long nahm am Einzel- und Doppelwettbewerb der Olympischen Spiele 1988 in Seoul teil. Im Einzel gewann er drei Spiele und verlor vier, womit er auf Platz 33 landete. Im Doppel stand er mit seinem Zwillingsbruder Chih Chin-shui nach vier Siegen und drei Niederlagen auf Platz 13. Im gleichen Jahr erreichte er bei den Asienmeisterschaften das Doppel-Endspiel.
In der Weltrangliste wurde er 1989 auf Platz 63 geführt.

## Spielergebnisse
- Olympische Spiele 1988 Einzel[2]
  - Siege: Gilany Hosnani (Mauritius), Tonny Maringgi (Indonesien), Barry Griffiths (Neuseeland)
  - Niederlagen: Patrick Birocheau (Frankreich), Jan-Ove Waldner (Schweden), Xu Zengcai (China), Georg Böhm (Bundesrepublik Deutschland)
- Olympische Spiele 1988 Doppel mit Chih Chin-shui[3]
  - Siege: Ding Yi/Gottfried Bär (Österreich), Georg Böhm/Jürgen Rebel (Bundesrepublik Deutschland), Mario Álvarez/Raymundo Fermín (Dominikanische Republik), Barry Griffiths/Peter Jackson (Neuseeland)
  - Niederlagen: Jan-Ove Waldner/Mikael Appelgren (Schweden), Kim Ki-taik/Kim Wan (Südkorea), Desmond Douglas/Sky Andrew (Großbritannien)

## Turnierergebnisse
| Verband | Veranstaltung           | Jahr | Ort                    | Einzel         | Doppel         | Mixed     | Team |
| ------- | ----------------------- | ---- | ---------------------- | -------------- | -------------- | --------- | ---- |
| TPE     | Asian Cup               | 1987 | Seoul                  | 8              |                |           |      |
| TPE     | Asian Championship ATTU | 1988 | Niigata                |                | Runn-up        |           |      |
| TPE     | Olympic Games           | 1988 | Seoul                  | Lost 1st stage | Lost 1st stage |           |      |
| TPE     | Pro Tour                | 1997 | AUS                    | Rd of 32       | Rd of 16       |           |      |
| TPE     | Pro Tour                | 1999 | CHN                    | Rd 1           | Rd 1           |           |      |
| TPE     | Pro Tour                | 1999 | JPN                    |                | Rd 1           |           |      |
| TPE     | World Doubles Cup       | 1990 | Seoul                  |                | 9              |           |      |
| TPE     | WTC-World Team Cup      | 1990 | Hokkaido, Aomori, Niig |                |                |           | 9    |
| TPE     | World Championship      | 1985 | Gothenburg             | Rd of 32       | Qual           | dnp       | 18   |
| TPE     | World Championship      | 1987 | New Delhi              | Rd of 128      | Rd of 16       | dnp       | 8    |
| TPE     | World Championship      | 1993 | Gothenburg             | Rd of 128      | Rd of 64       | Rd of 128 | 28   |
| TPE     | World Championship      | 1999 | Eindhoven              | Qual           | Rd of 64       | Rd of 128 |      |